# Morlaye Sylla
Morlaye Sylla (Conakry, 27 luglio 1998) è un calciatore guineano, centrocampista dell'Arouca.

## Caratteristiche tecniche
È un trequartista.

## Carriera

### Club
Nella stagione 2016-2017 ha giocato nelle giovanili dell'Arouca, club della prima divisione portoghese; in seguito è tornato in Guinea, per giocare nella prima divisione locale. Con la maglia dell'Horoya ha segnato un gol in 9 presenze in Coppa della Confederazione CAF e giocato 10 partite in CAF Champions League.

### Nazionale
Ha giocato nella nazionale guineana Under-17.
Con la nazionale under-20 guineana ha disputato il Campionato mondiale di calcio Under-20 2017.
Nel 2019 ha esordito in nazionale maggiore; è stato convocato per la Coppa delle nazioni africane 2021.

## Statistiche

### Cronologia presenze e reti in nazionale
| Cronologia completa delle presenze e delle reti in nazionale ― Guinea | Cronologia completa delle presenze e delle reti in nazionale ― Guinea | Cronologia completa delle presenze e delle reti in nazionale ― Guinea | Cronologia completa delle presenze e delle reti in nazionale ― Guinea | Cronologia completa delle presenze e delle reti in nazionale ― Guinea | Cronologia completa delle presenze e delle reti in nazionale ― Guinea | Cronologia completa delle presenze e delle reti in nazionale ― Guinea | Cronologia completa delle presenze e delle reti in nazionale ― Guinea |
| Data                                                                  | Città                                                                 | In casa                                                               | Risultato                                                             | Ospiti                                                                | Competizione                                                          | Reti                                                                  | Note                                                                  |
| --------------------------------------------------------------------- | --------------------------------------------------------------------- | --------------------------------------------------------------------- | --------------------------------------------------------------------- | --------------------------------------------------------------------- | --------------------------------------------------------------------- | --------------------------------------------------------------------- | --------------------------------------------------------------------- |
| 21-9-2019                                                             | Thiès                                                                 | Senegal                                                               | 1 – 0                                                                 | Guinea                                                                | Qual. CHAN 2020                                                       | -                                                                     |                                                                       |
| 20-10-2019                                                            | Thiès                                                                 | Guinea                                                                | 1 – 0 dts (3 – 1 dtr)                                                 | Senegal                                                               | Qual. CHAN 2020                                                       | -                                                                     |                                                                       |
| 19-1-2021                                                             | Conakry                                                               | Guinea                                                                | 3 – 0                                                                 | Namibia                                                               | Campionato delle nazioni africane 2020                                | 1                                                                     | 52’                                                                   |
| 31-1-2021                                                             | Conakry                                                               | Guinea                                                                | 1 – 0                                                                 | Ruanda                                                                | Campionato delle nazioni africane 2020                                | 1                                                                     |                                                                       |
| 6-2-2021                                                              | Conakry                                                               | Guinea                                                                | 2 – 0                                                                 | Camerun                                                               | Campionato delle nazioni africane 2020                                | 1                                                                     | 85’                                                                   |
| 24-3-2021                                                             | Conakry                                                               | Guinea                                                                | 1 – 0                                                                 | Mali                                                                  | Qual. Coppa d'Africa 2021                                             | -                                                                     | 71’                                                                   |
| 28-3-2021                                                             | Windhoek                                                              | Namibia                                                               | 2 – 1                                                                 | Guinea                                                                | Qual. Coppa d'Africa 2021                                             | -                                                                     |                                                                       |
| 31-5-2021                                                             | Istanbul                                                              | Turchia                                                               | 0 – 0                                                                 | Guinea                                                                | Amichevole                                                            | -                                                                     | 72’                                                                   |
| 5-6-2021                                                              | Antalya                                                               | Guinea                                                                | 0 – 2                                                                 | Togo                                                                  | Amichevole                                                            | -                                                                     | 73’                                                                   |
| 8-6-2021                                                              | Antalya                                                               | Kosovo                                                                | 1 – 2                                                                 | Guinea                                                                | Amichevole                                                            | -                                                                     |                                                                       |
| 6-10-2021                                                             | Marrakech                                                             | Sudan                                                                 | 1 – 1                                                                 | Guinea                                                                | Qual. Mondiali 2022                                                   | -                                                                     | 68’                                                                   |
| 9-10-2021                                                             | Agadir                                                                | Guinea                                                                | 2 – 2                                                                 | Sudan                                                                 | Qual. Mondiali 2022                                                   | -                                                                     | 76’                                                                   |
| 12-10-2021                                                            | Rabat                                                                 | Guinea                                                                | 1 – 4                                                                 | Marocco                                                               | Qual. Mondiali 2022                                                   | -                                                                     | 59’ 74’                                                               |
| 12-11-2021                                                            | Conakry                                                               | Guinea                                                                | 0 – 0                                                                 | Guinea-Bissau                                                         | Qual. Mondiali 2022                                                   | -                                                                     | 70’                                                                   |
| 16-11-2021                                                            | Rabat                                                                 | Marocco                                                               | 3 – 0                                                                 | Guinea                                                                | Qual. Mondiali 2022                                                   | -                                                                     |                                                                       |
| 3-1-2022                                                              | Kigali                                                                | Ruanda                                                                | 3 – 0                                                                 | Guinea                                                                | Amichevole                                                            | -                                                                     | 68’                                                                   |
| 14-1-2022                                                             | Bafoussam                                                             | Senegal                                                               | 0 – 0                                                                 | Guinea                                                                | Coppa d'Africa 2021 - 1º Turno                                        | -                                                                     | 90’                                                                   |
| 18-1-2022                                                             | Bafoussam                                                             | Zimbabwe                                                              | 2 – 1                                                                 | Guinea                                                                | Coppa d'Africa 2021 - 1º Turno                                        | -                                                                     | 63’                                                                   |
| 24-1-2022                                                             | Bafoussam                                                             | Guinea                                                                | 0 – 1                                                                 | Gambia                                                                | Coppa d'Africa 2021 - Ottavi di finale                                | -                                                                     | 76’                                                                   |
| 24-3-2023                                                             | Casablanca                                                            | Guinea                                                                | 2 – 0                                                                 | Etiopia                                                               | Qual. Coppa d'Africa 2023                                             | -                                                                     | 68’                                                                   |
| 27-3-2023                                                             | Rabat                                                                 | Etiopia                                                               | 2 – 3                                                                 | Guinea                                                                | Qual. Coppa d'Africa 2023                                             | -                                                                     | 45’                                                                   |
| 14-6-2023                                                             | Marrakech                                                             | Guinea                                                                | 1 – 2                                                                 | Egitto                                                                | Qual. Coppa d'Africa 2023                                             | -                                                                     | 74’                                                                   |
| 17-6-2023                                                             | Cornellà de Llobregat                                                 | Brasile                                                               | 4 – 1                                                                 | Guinea                                                                | Amichevole                                                            | -                                                                     | 73’                                                                   |
| 9-9-2023                                                              | Lilongwe                                                              | Malawi                                                                | 2 – 2                                                                 | Guinea                                                                | Qual. Coppa d'Africa 2023                                             | -                                                                     | 46’                                                                   |
| 17-6-2023                                                             | Cornellà de Llobregat                                                 | Brasile                                                               | 4 – 1                                                                 | Guinea                                                                | Amichevole                                                            | -                                                                     | 73’                                                                   |
| 9-9-2023                                                              | Lilongwe                                                              | Malawi                                                                | 2 – 2                                                                 | Guinea                                                                | Qual. Coppa d'Africa 2023                                             | -                                                                     | 46’                                                                   |
| 21-3-2024                                                             | Gedda                                                                 | Guinea                                                                | 6 – 0                                                                 | Vanuatu                                                               | Amichevole                                                            | 2                                                                     | 72’                                                                   |
| 25-3-2024                                                             | Gedda                                                                 | Guinea                                                                | 5 – 1                                                                 | Bermuda                                                               | Amichevole                                                            | 2                                                                     |                                                                       |
| 6-6-2024                                                              | Baraki                                                                | Algeria                                                               | 1 – 2                                                                 | Guinea                                                                | Qual. Mondiali 2026                                                   | 1                                                                     | 74’                                                                   |
| 10-6-2024                                                             | El Jadida                                                             | Guinea                                                                | 0 – 1                                                                 | Mozambico                                                             | Qual. Mondiali 2026                                                   | -                                                                     | 65’                                                                   |
| 6-9-2024                                                              | Kinshasa                                                              | RD del Congo                                                          | 1 – 0                                                                 | Guinea                                                                | Qual. Coppa d'Africa 2025                                             | -                                                                     | 52’                                                                   |
| 10-9-2024                                                             | Yamoussoukro                                                          | Guinea                                                                | 1 – 2                                                                 | Tanzania                                                              | Qual. Coppa d'Africa 2025                                             | -                                                                     | 75’                                                                   |
| 12-10-2024                                                            | Abidjan                                                               | Guinea                                                                | 4 – 1                                                                 | Etiopia                                                               | Qual. Coppa d'Africa 2025                                             | -                                                                     |                                                                       |
| 15-10-2024                                                            | Abidjan                                                               | Etiopia                                                               | 0 – 3                                                                 | Guinea                                                                | Qual. Coppa d'Africa 2025                                             | -                                                                     | 87’                                                                   |
| 16-11-2024                                                            | Abidjan                                                               | Guinea                                                                | 1 – 0                                                                 | RD del Congo                                                          | Qual. Coppa d'Africa 2025                                             | -                                                                     | 37’ 66’                                                               |
| 19-11-2024                                                            | Dar es Salaam                                                         | Tanzania                                                              | 1 – 0                                                                 | Guinea                                                                | Qual. Coppa d'Africa 2025                                             | -                                                                     | 68’                                                                   |
| 21-3-2025                                                             | Abidjan                                                               | Guinea                                                                | 0 – 0                                                                 | Somalia                                                               | Qual. Mondiali 2026                                                   | -                                                                     | 73’                                                                   |
| Totale                                                                |                                                                       | Presenze                                                              | 37                                                                    |                                                                       | Reti                                                                  | 8                                                                     |                                                                       |

## Palmarès

### Club

#### Competizioni nazionali
- Campionato guineano: 1

Horoya: 2019